# 白庙乡 (郏县)
白庙乡，是中华人民共和国河南省平顶山市郏县下辖的一个乡镇级行政单位。

## 行政区划
白庙乡下辖以下地区：
白庙村、张村、黑庙村、胡坡村、谢招村、团造西村、团造东村、后村、坡周村、杨村、吕村、老席庄村、邢庄村、冀麻庄村、司楼村、五里庙村、贾坡村、郝庄村、赵庄村、谒王庄村、大郭庄村、下叶村、宁庄村和马湾村。